# 방이중학교
방이중학교(芳荑中學校)는 대한민국 서울특별시 송파구 방이동에 있는 공립 중학교이다.

## 학교 연혁
- 1984년 12월 4일 : 송파중학교 설립 인가
- 1985년 1월 19일 : 방이중학교 교명 변경
- 1985년 3월 1일 : 초대 차한수 교장 취임
- 1985년 3월 2일 : 제1회 입학식
- 1988년 2월 12일 : 제1회 졸업식
- 2018년 3월 2일 : 제11대 권성근 교장 취임
- 2022년 2월 10일 : 제35회 졸업식(148명) 총 졸업생 15,350명
- 2022년 3월 2일 : 2022학년도 신입생 입학(118명 5학급)

## 참고 자료
- 방이중학교 - 한국교육학술정보원 학교알리미